# Federalist-Artikel Nr. 6

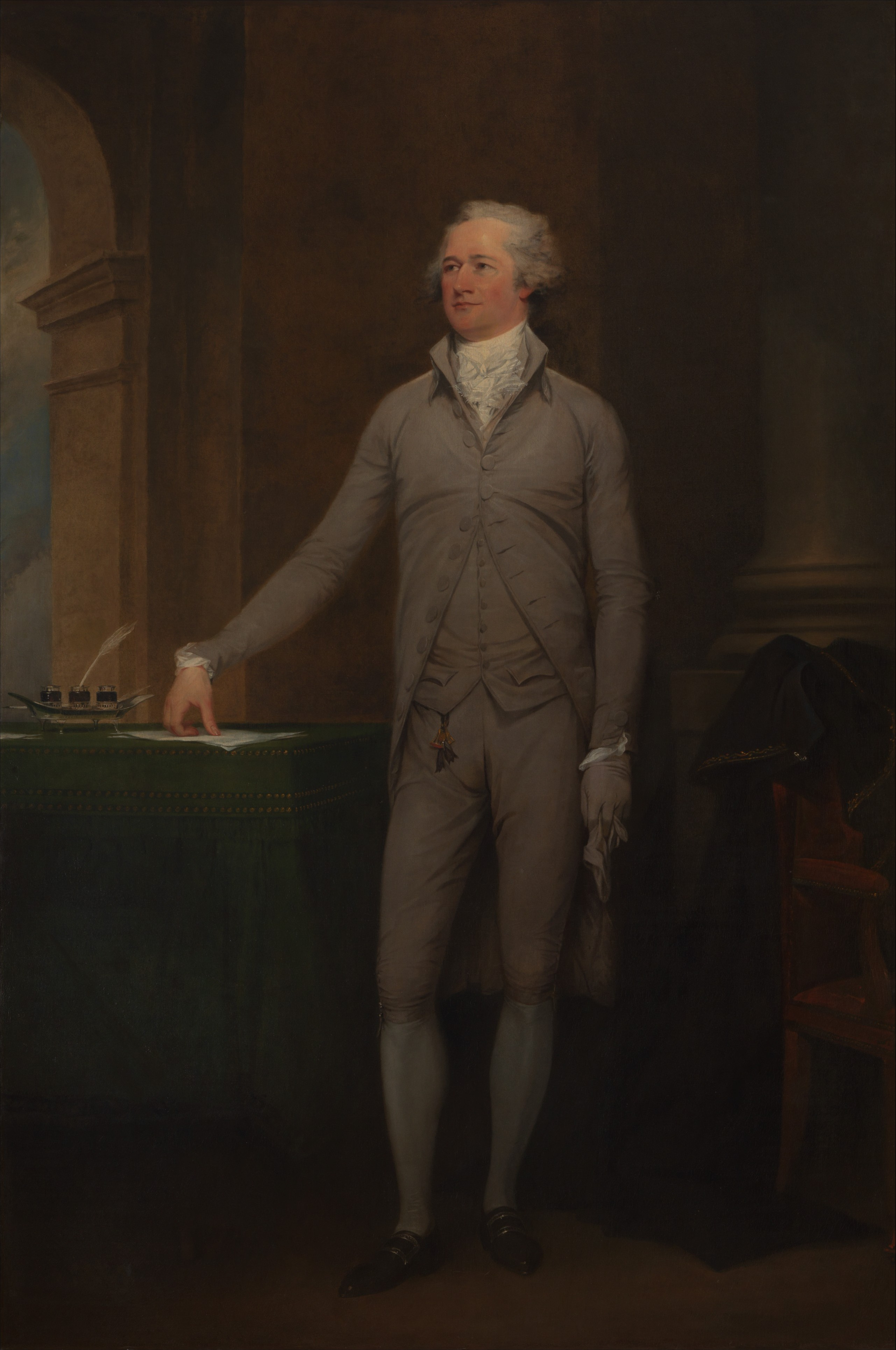
Alexander Hamilton, Porträt von John Trumbull, 1792

Der Federalist-Artikel Nr. 6 ist der zweite von Alexander Hamilton, einem der Gründerväter der Vereinigten Staaten, verfasste Essay in einer Reihe von 85 Aufsätzen, die 1787–88 in den Zeitungen Independent Journal, New-York Packet und Daily Advertiser erschienen und unter dem Namen Federalist Papers gesammelt veröffentlicht wurden.
Artikel Nr. 6 erschien am 14. November 1787 unter dem Titel „Über die Kriegsgefahr zwischen den Einzelstaaten“ (Concerning Dangers from Dissensions Between the States) im Independent Journal unter dem Pseudonym „Publius“.

## Geschichtlicher Hintergrund
Die 1777 verabschiedeten Konföderationsartikel (Articles of Confederation) der Vereinigten Staaten hatten sich schon wenige Jahre nach ihrer Ratifizierung 1781 als unzureichend erwiesen, um eine effiziente Regierung des Staatenbunds zu gewährleisten. 1787 war die Philadelphia Convention einberufen worden, um die Artikel zu überarbeiten, hatte im Ergebnis aber eine neue Verfassung entworfen. Im September 1787 wurde der Entwurf zur Ratifizierung an Verfassungskonvente in den einzelnen Staaten geleitet. Ab September 1787 agitierten die Gegner der Föderation („Anti-Federalists“) in Zeitungsartikeln gegen die Ratifizierung des Verfassungsentwurfs. Diesen entgegneten auf Seiten der Föderalisten die Aufsätze von Alexander Hamilton, James Madison und John Jay.

## Inhalt
In den drei vorausgegangenen Federalist-Artikeln (Nr. 3, 4 und 5) hatte sich John Jay schon mit den Gefahren von außen befasst, die einer uneinigen Gemeinschaft drohen. Der sechste Federalist-Artikel widmet sich der von der inneren Uneinigkeit der nordamerikanischen Länder ausgehenden möglichen Bedrohung, welche Hamilton als noch bedeutender ansieht als die Gefährdungen von außen.
Gänzlich souveräne Einzelstaaten oder einzelne Konföderationen würden aufgrund der ehrgeizigen, rachsüchtigen oder gierigen menschlichen Natur aus der geschichtlichen Erfahrung heraus bald untereinander zerstritten sein:

„Unter unabhängigen und voneinander getrennten, souveränen Staaten, die in enger Nachbarschaft leben, eine Fortsetzung der Harmonie zu erwarten, hieße den immer gleichen Gang der menschlichen Geschichte zu ignorieren und den in vergangenen Zeitaltern angesammelten Erfahrungen zuwider zu handeln.“

Es gebe unzählige Ursachen für Feindseligkeiten zwischen einzelnen Nationen. Hierzu zählten Machtliebe und der Wunsch nach Überlegenheit und Vormachtstellung, Handelsrivalitäten und Wettbewerb zwischen Handel treibenden Nationen, und schließlich in der menschlichen Natur liegende Leidenschaften wie Zuneigung, Feindschaft, Interessen, Hoffnungen und das Misstrauen gegenüber den Führern einer Gemeinschaft. Menschen in führenden Positionen hätten nur allzu oft das in sie gesetzte Vertrauen missbraucht und unter dem Vorwand des allgemeinen Interesses den Landfrieden ihren persönlichen Vorteilen geopfert.
Hamilton untermauert seine Argumentation mit Beispielen aus der Geschichte der griechischen Antike, beispielsweise mit dem Peloponnesischen Krieg, der letztlich den Ruin der attischen Demokratie bedeutet habe. Aus der englischen Geschichte führt er das Beispiel Kardinal Wolseys an, der die Rolle König Heinrichs VIII. von England in den Kämpfen zwischen Kaiser Karl V. und Franz I. von Frankreich zu seinem eigenen Vorteil genutzt habe. Viele weitere historische Beispiele aus der europäischen Geschichte setzt Hamilton als bekannt voraus. Aus der jüngsten nordamerikanischen Vergangenheit führt er die hohe private Verschuldung des Daniel Shays als wesentliche Ursache für den Bauernaufstand in Massachusetts von 1786–87 an.
Gegner einer Union könnten argumentieren, dass sowohl Republiken als auch Kaufleute grundsätzlich friedlich gesinnt seien. Daher hätten Handelsrepubliken wie die nordamerikanischen Staaten keinerlei Interesse, sich in ruinösen Auseinandersetzungen untereinander zu erschöpfen. Im Interesse eines dauerhaften Friedens würden sie, vom gemeinsamen Interesse geleitet, eine Haltung wechselseitiger Freundschaft und Eintracht einnehmen. Dem setzt Hamilton entgegen, dass augenblickliche Leidenschaften und unmittelbar naheliegende Interessen das menschliche Handeln viel stärker leiteten als allgemeine oder ferner liegende politische Erwägungen. Republiken seien nicht weniger kriegslüstern als Monarchien: Beide würden von Menschen geführt, deren Abneigungen, Vorlieben, Rivalitäten und Gewinnsucht die Politik von Staaten ebenso beeinflussen könnten wie die von Königen. Volksversammlungen würden oftmals von Wut, Missgunst, Eifersucht oder Gier geleitet. Auch der Handel habe in der Geschichte eher Kriegsziele bestimmt als Kriege verhindert, wobei das Verlangen nach Reichtum ebenso stark gewesen sei wie die Sucht nach Macht oder Ruhm. Kommerzielle Motive hätten Kriege ebenso ausgelöst wie das Streben nach Ausweitung des Territoriums oder der Herrschaft.
Wiederum führt Hamilton Beispiele aus der klassischen Antike an: Sparta, Athen, Rom und Karthago, obwohl Republiken und sogar, wie im Fall Athens und Karthagos, Handelsmächte, seien ebenso oft in Kriege verwickelt gewesen wie ihre benachbarten Monarchien. Auch die Republik Venedig sowie die niederländischen Provinzen hätten eine sichtbare und führende Rolle in den europäischen Kriegen eingenommen. Obwohl Volksvertreter die Gesetzgebung Großbritanniens mitbestimmten und das Land seit langer Zeit eine Handelsnation sei, sei kaum ein anderes Land so häufig in Kriege verwickelt gewesen wie dieses. In zahlreichen Fällen sei die Initiative zum Krieg sogar vom Volk ausgegangen.

„Es gab also, wenn ich das einmal so ausdrücken darf, fast so viele Kriege des Volkes wie Kriege der Könige. Das Geschrei der Nationen und das Drängen ihrer Abgeordneten haben bei verschiedenen Gelegenheiten den jeweiligen Monarchen in einen Krieg hineingezogen und ihn, entgegen seinem Wunsch, ja manchmal gegen die Interessen des Staates, zum Weiterkämpfen veranlasst.“

Die Rivalitäten zwischen den Häusern Habsburg und Bourbon, gefördert noch durch die Rivalitäten zwischen England und Frankreich, hätten Europa lange Zeit in Flammen gehalten, sogar über die Grenzen der politischen Vernunft hinaus. Die Kriege zwischen England und Frankreich seien zu einem Großteil wirtschaftlichen Interessen entsprungen.
Aus der Geschichte anderer Länder folgert Hamilton, dass eine Aufspaltung der bisher bestehenden nordamerikanischen Konföderation zu ähnlichen Ergebnissen führen würde. Amerika sei nicht frei von den Unvollkommenheiten anderer Nationen, der Traum vom Goldenen Zeitalter sei ausgeträumt, die Konföderation sei ebenso weit entfernt von jenem glücklichen Reich der vollkommenen Weisheit und Tugend wie jedes andere Land auf der Erde. Schon habe es Revolten in North Carolina, kürzlich auch in Pennsylvania, und zur Zeit der Niederschrift des Artikels Unruhen in Massachusetts gegeben. In der Entwicklung von Gesellschaften sei es ein politisches Axiom, dass Nachbarschaft Nationen zu natürlichen Feinden mache.
Hamilton zitiert zum Schluss aus den Principes des négotiations von Gabriel Bonnot de Mably:

„„Benachbarte Nationen (sagt er) sind einander natürliche Feinde, es sei denn, ihre gemeinsame Schwäche zwingt sie, sich zu einer föderativen Republik zusammenzuschließen, und ihre Verfassung verhindert die Konflikte, die sich aus ihrer Nachbarschaft ergeben, und macht so den geheimen Neid zunichte, der alle Staaten dazu tendieren läßt, auf Kosten ihrer Nachbarn Macht und Reichtum zu vergrößern.“ Dieser Absatz benennt gleichzeitig das Übel und schlägt ein Heilmittel vor.“